# Lycium schaffneri
Lycium schaffneri är en potatisväxtart som beskrevs av Asa Gray och William Botting Hemsley. Lycium schaffneri ingår i släktet bocktörnen, och familjen potatisväxter. Inga underarter finns listade i Catalogue of Life.